# Юпана

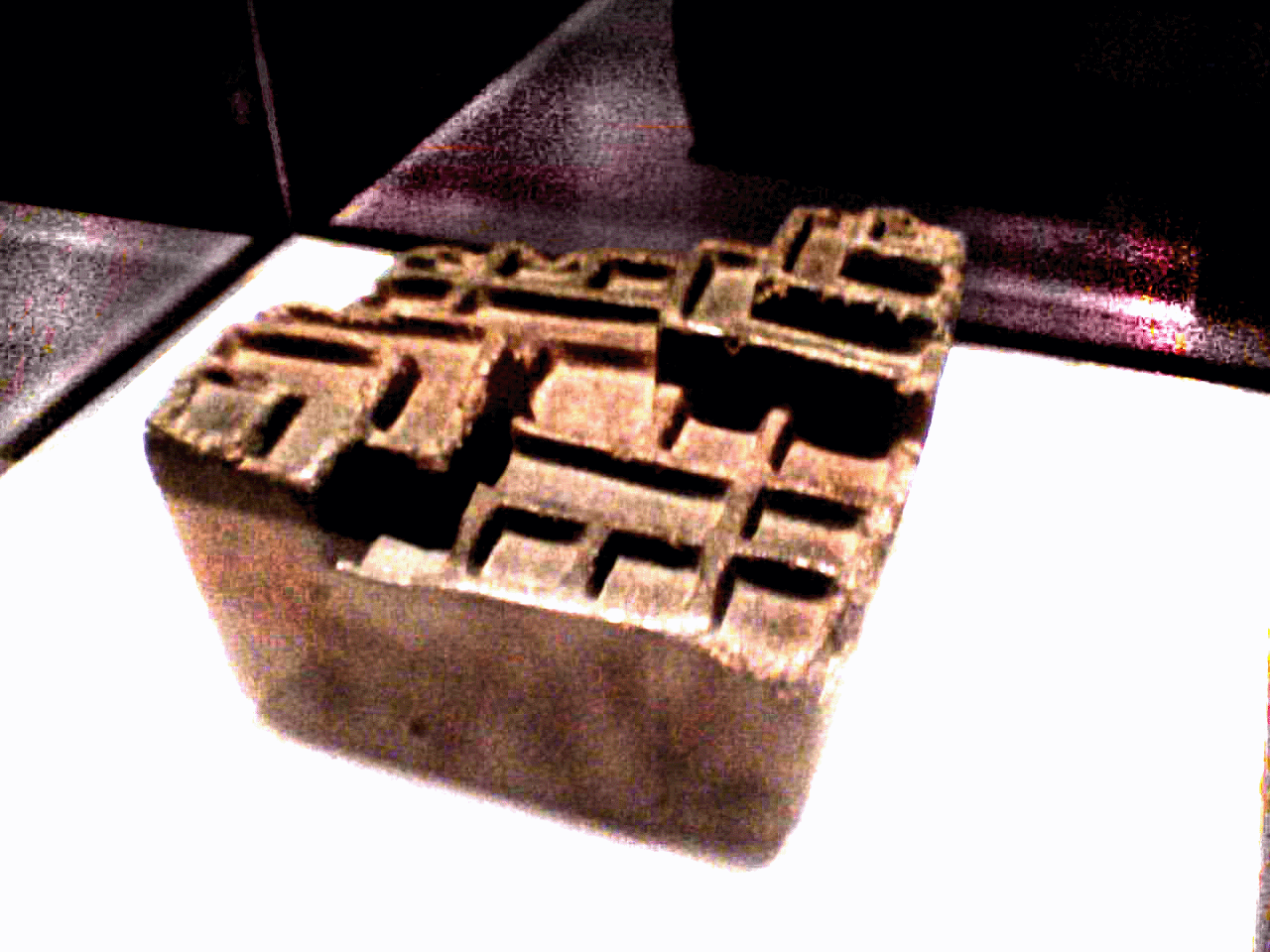
Юпана

Юпа́на (кечуа yupana «счётное устройство») — разновидность абака, использовавшаяся в математике инков государства Тауантинсуйу. Существовало несколько разновидностей юпаны. Предполагалось, что вычисления на юпане осуществлялись на основе системы счисления с основанием 40, но некоторые исследователи склоняются к тому, что в юпане использовалась фибоначчиева система счисления, чтобы минимизировать необходимое для вычислений число зёрен.

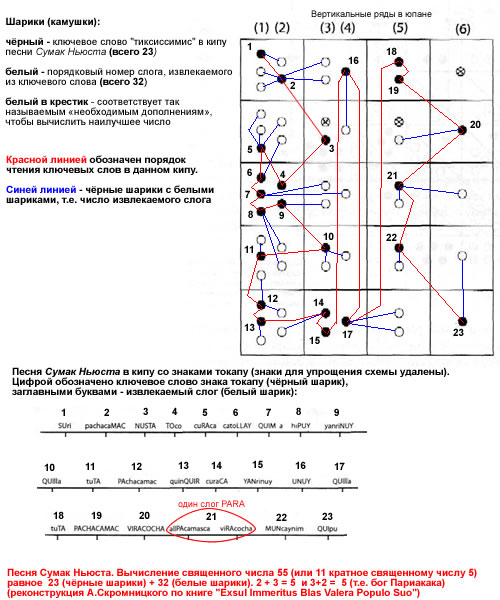
Юпана инков. Песня Сумак Ньюста. Дешифровка по книге «Exsul Immeritus Blas Valera Populo Suo», CLUEB, Болонья, 2007 (Схематическая реконструкция А.Скромницкого).

## Юпана из книги «Exsul Immeritus Blas Valera populo suo», 1618

### Песня Сумак Ньюста в кипу и юпане
Песня Сумак Ньюста приводится как у Гарсиласо де ла Вега в книге «Подлинные комментарии» (стихотворная форма), так и у Бласа Валера в книге «Exsul Immeritus Blas Valera Populo Suo» (в форме кипу, с вычислением на юпане) в таком виде:
«SUMAC ÑUSTA TORALLAY QUIM PUYNUY QUITA PAQUIR CAYAN UNUY QUITA PACHACAMAC VIRACOCHA PARAMUNQUI» (Красивая принцесса, твой брат твой большой кувшин разбивает, твои воды Пачакамак посылает твой дождь).

### Песня Пачамама в кипу и юпане
Сама песня была изначально посвящена богине Пачамама и имела несколько другой текст:

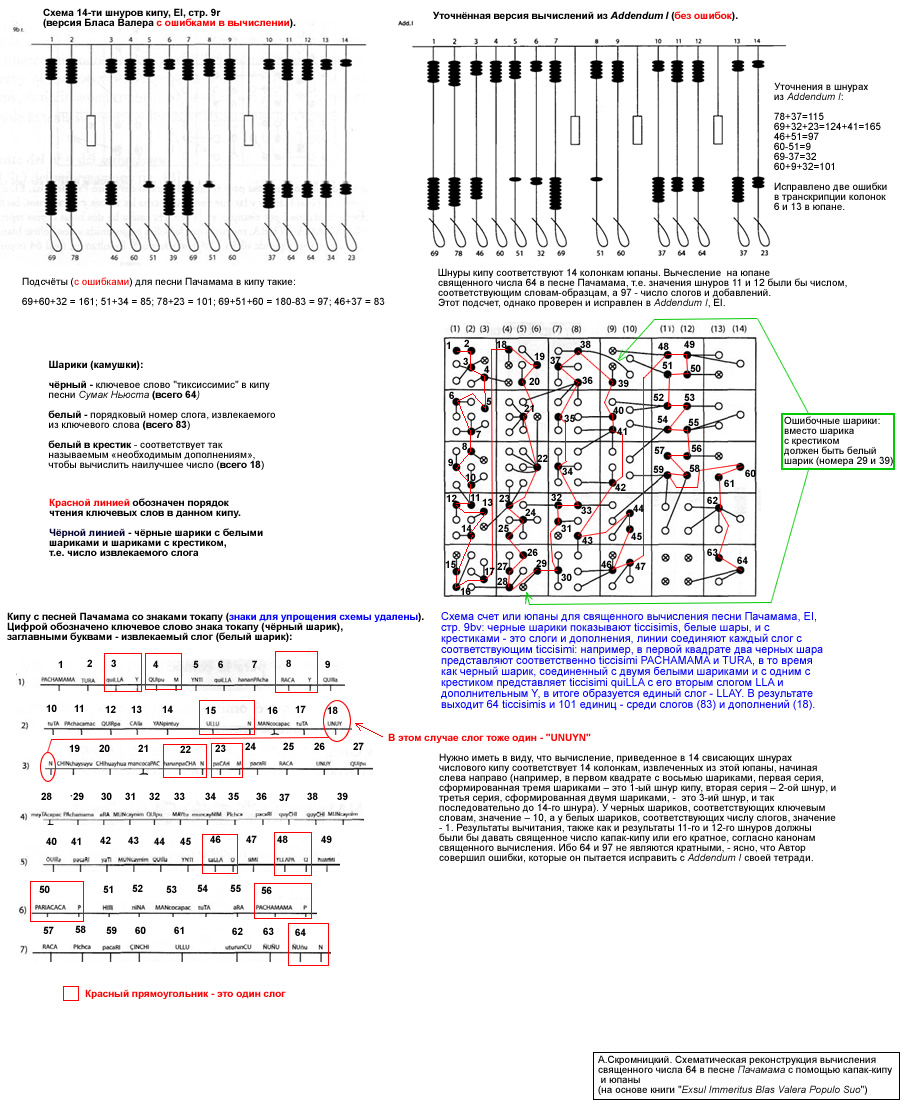
Юпана инков. Песня Пачамама. Дешифровка по книге «Exsul Immeritus Blas Valera Populo Suo», CLUEB, Болонья, 2007 (Схематическая реконструкция А.Скромницкого).

«PACHAMAMA TURALLAYQUIM YNTILLAPA RACAYQUITA PAQUIRCAYAN ULLUNMANTA UNUYN CINCHI PACCHAN CAMRI RACA UNUYQUITA PARAMUNQUI MAYNIMPIRI CHICHIMUNQUI RITIMUNQUI YNTILLAQMI YLLAPAQMI PARIACACAP HINAMANTARA PACHAMAMAP RACAPIRI CINCHI ULLU CUÑUÑUÑUN».